# Windthorst
Windthorst is een plaats (town) in de Amerikaanse staat Texas, en valt bestuurlijk gezien onder Archer County en Clay County.

## Demografie
Bij de volkstelling in 2000 werd het aantal inwoners vastgesteld op 440.
In 2006 is het aantal inwoners door het United States Census Bureau geschat op 456, een stijging van 16 (3.6%).

## Geografie
Volgens het United States Census Bureau beslaat de plaats een oppervlakte van
6,6 km², waarvan 6,5 km² land en 0,1 km² water.

## Geschiedenis
Het plaatsje is eind 1891 gesticht door Duitse, rooms-katholieke immigranten, die er ook meteen een kerkje bouwden. Op 1 januari 1892 werd daar de eerste Heilige Mis opgedragen. Het plaatsje is genoemd naar Ludwig (von) Windthorst, een belangrijk katholiek politicus in het 19e-eeuwse Duitse Keizerrijk (zie ook: Meppen (Duitsland).

## Plaatsen in de nabije omgeving
De onderstaande figuur toont nabijgelegen plaatsen in een straal van 36 km rond Windthorst.